# Edgar (Nebraska)
Pour les articles homonymes, voir Edgar.
La ville américaine d’Edgar est située dans le comté de Clay, dans l’État du Nebraska. Sa population s’élevait à 498 habitants lors du recensement de 2010.

## Démographie
| Groupe            | Edgar | Nebraska | États-Unis |
| ----------------- | ----- | -------- | ---------- |
| Blancs            | 97,6  | 86,1     | 72,4       |
| Autres            | 1,4   | 10,7     | 23,8       |
| Métis             | 0,8   | 2,2      | 2,9        |
| Amérindiens       | 0,2   | 1,0      | 0,9        |
| Total             | 100   | 100      | 100        |
|                   |       |          |            |
| Latino-Américains | 2,6   | 9,2      | 16,7       |

Selon l'American Community Survey, pour la période 2011-2015, 100 % de la population âgée de plus de 5 ans déclare parler anglais à la maison.